# ÉquiLibre
 (août 2018).
Si vous disposez d'ouvrages ou d'articles de référence ou si vous connaissez des sites web de qualité traitant du thème abordé ici, merci de compléter l'article en donnant les références utiles à sa vérifiabilité et en les liant à la section « Notes et références ».
 (novembre 2022).
Il peut être nécessaire de l'améliorer pour respecter le principe de neutralité de point de vue. Veuillez consulter la page de discussion pour plus de détails.

EquiLibre est une association humanitaire créée en 1984 par Alain Michel et Pascal Loulmet. Elle est spécialisée dans le transport routier des vivres et du matériel médical vers les zones les plus sinistrées. L'association fait l'objet d'une liquidation en 1998.

## Histoire

### Origine
L'association est née en 1984 après un voyage de deux amis en Pologne qui marqua un tournant dans leurs vies respectives. A bord d'un camion, Alain Michel et Pascal Loulmet se rendent à Cracovie pour acheminer des vivres et des médicaments. Sur place, lors d'une visite dans un hôpital, ils voient souffrir et mourir des nourrissons faute de seringues et de cathéters pédiatriques. Ils organisent un deuxième convoi et fondent la même année à Lyon l'association Amitié Pologne  qui développe au fil des événements Amitié Afrique, Amitié Arménie et Amitié Roumanie. L'association devient EquiLibre en 1987.

### Développement
Pendant ses 15 années d’activités, EquiLibre est devenue l'un des plus importants mouvements européens de logistique humanitaire, avec des  chauffeurs réputés et habitués aux situations extrêmes. "Mieux vaut posséder le permis poids lourd ou être habitué à mettre les mains dans le cambouis si l'on veut s'engager à EquiLibre". L'association commence ses activités par l'acheminement de convois de secours (vêtements, nourriture, médicaments) à destination des zones de conflits et de catastrophes naturelles. Progressivement, elle développe en parallèle des programmes plus conséquents de post-urgence et de développement.
"En quelques années, cette ONG passe du statut de petite association à celui d’acteur incontournable de l’aide humanitaire, sur  son créneau logistique particulier, captant des aides substantielles via ECHO". L'association se déploie dans une vingtaine de pays. En Pologne, elle installe des pharmacies, mène des actions de sensibilisation contre le Sida. En Roumanie, elle réhabilite 135 orphelinats et forme leur personnel, participe à la création d'un école d’infirmières et d'assistantes sociales. Après le tremblement de terre en Arménie, EquiLibre conduit des programmes d'aides aux orphelins, créé des pharmacies dispensaires. En Bosnie, elle approvisionne les réfugiés en nourriture et en produits d'hygiène pendant toute la durée du conflit en ex-Yougoslavie. En Russie, elle crée et gère des cantines pour personnes âgées moscovites, conduit un programme important d'aides aux réfugiés afghans, somaliens éthiopiens. Au Burundi et en Mauritanie, elle s'occupe de projets de distribution d'eau potable, de construction de latrines, de réhabilitation d’école.
EquiLibre agit aussi en France. Elle organise, en 1992, l'opération "A la recherche du pain perdu". Celle-ci consiste à récupérer tout le pain sec que les Lyonnais, plutôt que de le jeter à la poubelle, apportent dans les boulangeries de la ville de Lyon et ses environs. Le pain est ensuite transformé en farine puis revendu à des fabricants de nourriture pour animaux. EquiLibre a aussi développé un réseau de friperies qui permet de vendre des vêtements à bas prix aux familles modestes, tout en permettant d'employer à mi-temps des demandeurs d'emploi.
Pour accompagner son développement, EquiLibre a créé 13 antennes et bureaux de représentations en France notamment à Paris (1988-1996).
Plusieurs associations ou fondations affiliées à Equilibre sont devenues progressivement des entités juridiquement autonomes : fondation Equilibre-Pologne (1992), la fondation Equilibre-Roumanie (1993), l’association Equilibre-Reims (1994), la fondation Equilibre-Washington (1994), l’association Equilibre-Suisse (1996), association Equilibre-Israël (1996) et fondation Equilibre-Russie (1998),. Certaines structures sont encore actives aujourd’hui.

### Pays d’intervention
ÉquiLibre est intervenue dans 21 pays dont la Pologne (1984-1998), la Roumanie (1987-1998), l’Arménie (1988-1996), l’Azerbaïdjan (1995-1998), la Géorgie (1995-1996), l’ex Yougoslavie (1992-1998), la France (1990-1998), la Russie (1991-1998), le Niger (1986-1992), le Mali (1994-1998), l’Algérie (1995-1998), la Bande de Gaza (1995-1998), l’Irak (1991-1998).

## Spécificités

### Le concept "d'entreprise humanitaire"
Le directeur Alain Michel définit assez vite EquiLIbre, non pas comme une ONG classique mais comme une "entreprise humanitaire". Aussi, pour financer la location des poids lourds à l'année, il "a l'idée de diviser les flancs des remorques en douze "espaces publicitaires itinérants" pour les vendre à autant d'entreprises, simples annonceurs et non pas sponsors à un prix équivalent à un mois de location et d'entretien".
En 1990, il fonde EquiLibre International, une société de transport commercial. L'idée est d’éviter aux camions, partis de France chargés de vivres ou de médicaments à l'étranger de rentrer à vide. Puis, Alain Michel lance « EquiLibre InterActions » qui ouvre la voie de la vente par correspondance de produits (bougies, vin local, café...). En 1991, l’association crée un département de formation « L’Entreprise École ». Trois ans plus tard, elle compte en son sein un département de formation des expatriés « la Maison d’EquiLibre ». L'ONG publie une revue « Présence dans le Monde ».

### Médiatisation et diplomatie parallèle
EquiLibre médiatise ses opérations pour sensibiliser l'opinion publique et les décideurs politiques. En 1985, un an après sa création, elle organise l'opération "Remplissons les biberons polonais" qui a permis de collecter et distribuer  plus de 700 tonnes de lait maternisé. En 1992, elle est à l’origine de l’opération "Mille enfants à l'abri" au cours de laquelle 1170 mères et enfants de Bosnie Centrale sont accueillis dans des familles françaises jusqu'à la fin de la guerre. Quelques années plus tard, EquiLibre lance deux campagnes de presse contre l'embargo civil imposé en Irak. Une première affiche de sensibilisation humanitaire (3 mètres sur 4) est placardée dans toute la France. Le panneau représente deux images. À gauche, on y voit une pompe à essence avec l’inscription « oui », à droite, un enfant joyeux et en bonne forme avec l’inscription « non ». Le tout intitulé « Faut-il tuer les enfants d’Irak ? ». Sur l’affiche, un numéro de téléphone est indiqué et les civils européens invités à donner leur procuration à EquiLibre dans le cadre d’une plainte contre le Conseil de Sécurité des Nations-Unies. Une deuxième campagne de presse montre un nourrisson très amaigri et mort dans les bras de sa maman. Le titre est « Et si c’était le vôtre seriez-vous d’accord pour maintenir l’embargo ?».
Par ses engagements, l’association s'appuie sur des personnalités pour mener ses actions telles que le Polonais Lech Walesa, leader du syndicat Solidarnosc, ancien chef du gouvernement, Petre Roman, premier ministre roumain élu après la chute de Nicolae Ceausescu. Au nom d'EquiLibre, Alain Michel traite aussi avec des personnalités politiques ou non, telles que Shimon Peres, Yasser Arafat, Amer Moussa, Tadeusz Mazowiecki. En France, Bernard Pivot, Isabelle Huppert, Charles Aznavour, Bernard Kouchner, Simone Veil, le dessinateur Enki Bilal soutiendront l'association et ses actions.

### Les "Convois pour la Paix"
Pour alerter l'opinion publique sur les désastres de la guerre en Bosnie, le dirigeant d'EquiLibre lance pour la première fois en 1991, les "Convois pour la Paix", ouverts aux civils non humanitaires comme des journalistes, des hommes et femmes politiques, des intellectuels. Ce premier convoi, composé de 33 véhicules et accompagnés de 127 européens, transporte 400 tonnes de marchandises à destination de Sarajevo et redonne espoir à une population qui s'est sentie abandonnée. Simone Veil, Philippe Douste Blazy, Charles Millon, Bernard-Henri Levy font partie de ce premier convoi.
D'autres "Convois pour la Paix" seront organisés dans d'autres pays au gré des événements. Comme celui de Gaza, en 1995, organisé en lien avec l'Egypte, Israël et la Palestine. Plusieurs semi-remorques ont acheminé 500 tonnes d'aide médicale et pharmaceutique, ainsi que trois cabinets dentaires  mobiles. Journalistes de presse écrite et de télévision ou encore l'écrivain Marek Halter étaient du voyage. L'année suivante, un second convoi pour Gaza est de nouveau organisé en partenariat avec l'UNESCO.
De 1996 à 1998, quatre "Convois pour la Paix" sont programmés en Irak. Le premier a transporté plus de 500 tonnes de marchandises en forçant l'embargo décrété par le Conseil des Nations unies. Au total, quatre convois sont organisés, dont un ayant mobilisé plus de 40 journalistes (TV, radio, presse de nombreux pays).

## Préjudices à des membres
- Le 4 mars 1993, Chantal Godinot, mère de famille, âgée de 50 ans, est tuée à Sarajevo par un sniper sur une route entre l’aéroport et la capitale bosniaque. Elle faisait partie du convoi de 17 camions venus livrer près de 300 tonnes de vivres et de médicaments aux habitants. Le tireur a d'abord crevé un pneu puis a visé Chantal Godinot qui descendait du véhicule. Elle a été tuée sur le coup

Pour saluer son engagement, l'état français lui a délivré la légion d'honneur à titre posthume. Elle travaillait depuis trois ans pour EquiLibre.
- Le 2 août 1997, trois salariés d'ÉquiLibre Pascal Porcheron, Laurent Moles et Andy Chevalier, ainsi que Régis Grève-Viallon, un ami venu rendre visite à ses amis, sont pris en otage à Makhatchkala, capitale du Daghestan, dans le Caucase russe, par un groupe mafieux local avant d'être transférés en Tchétchénie. Ils seront gardés captifs pendant quatre mois avant d'être libérés le 17 novembre[26]. Au Daghestan, l'équipe d'EquiLibre travaillait à la remise en état d'écoles[27].

## Fin d’Équilibre

### Liquidation en 1998
Malgré un plan de restructuration en 1996, Equilibre est liquidée en 1998.
En quatorze années d’activités sur la scène internationale et dans des zones fragiles, l’association a connu un développement rapide et important. Elle est passée d’un fonctionnement fondé sur le bénévolat à un fonctionnement dépendant des subventions gouvernementales. La dépendance et le caractère pertinent d’Equilibre rend les relations entre l’ONG et les différents Gouvernements difficilement neutres. L’Europe coupe les subventions de l’ONG. Alain Michel dira que son engagement en faveur de la Paix et de la justice, ses nombreuses actions inédites qui ont mobilisé un nombre insoupçonné de journalistes et de personnalités internationales, ses campagnes contre l’embargo civil de l’Irak sont sans nul doute à l’origine de l’interruption des subventions gouvernementales européennes.    

### Quelques partenaires
- Union Européenne : ECHO, DG VIII
- ONU : UNHCR, UNICEF, UNESCO, Programme alimentaire mondial, OMS
- Gouvernement américain (USAID, OFDA)
- Autorités fédérales suisses
- Coopération italienne
- Coopération allemande
- Ministère français des affaires étrangères
- Ministère français de la coopération
- Secrétariat d’Etat à l’Action Humanitaire
- 14 régions françaises, dont la région Rhône Alpes en priorité
- Caisse des dépôts et consignations
- Cent cinquante quatre petites, moyennes et grandes entreprises françaises